# Serce kaziukowe
Serce, tudzież serducho kaziukowe — rodzaj piernika, regionalny produkt piekarski z zachodniopomorskiego charakterystyczny dla Świdwina i Koszalina, 8 lutego 2018 roku wpisany na polską listę produktów tradycyjnych (zgłoszone przez Irenę Śmiałek z Koszalina).

## Charakterystyka

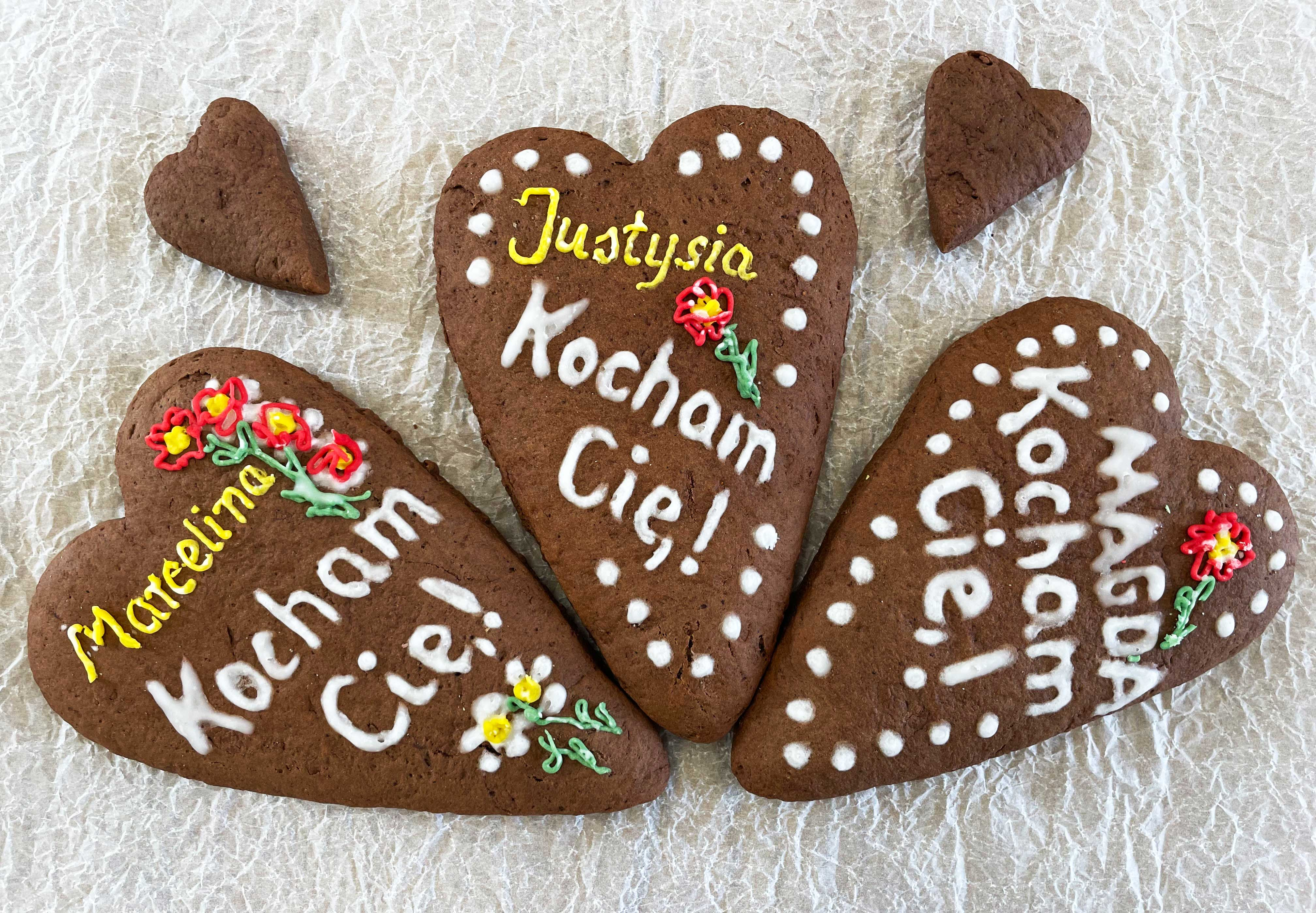
Pierniki, serca kaziukowe

Serca piernikowe sprzedawane na jarmarku kaziukowym w przedwojennym Wilnie wyróżniały się kolorowymi zdobieniami z lukru, zdrobnieniami imion, od Aluś do Zosieniek. Charakterystyczne zdrobnienia imion przywołał poeta w wierszu Na Kaziuka (Piernik kusi, woła Kocham! / Izę, Jankę, Asię, Zochę, / Basię, Irkę albo Krysię, / Wercię, Alę czy Justysię.../ Czwarty Marca!). Pierniki ozdabiano dopiskami „Ja Ciebie kocham”, „Kocham Cię” lub żartobliwymi sentencjami np. „Serca moja hyc na twoja”. 
Pierniki wypiekano z ciasta na miodzie, z dużą ilością przypraw, by były „królewskie” w smaku. Wytwórcy trzymali się swoich receptur, gromadząc na doroczny wypiek potrzebne, a w poprzednich wiekach bardzo drogie, przyprawy korzenne. Współcześnie serca  ozdabia się białym lub kolorowym lukrem. Pierniki są w przekroju prostokątne, przy złamaniu kruche. Duży piernik ma wymiary 13×19 cm, mały 5×8 cm, ale mogą być również innej wielkości, zależnie od zapotrzebowania. Barwa jest ciemnobrązowa, konsystencja zwarta, powierzchnia gładka, od spodu lekko porowata. Smak korzenno-miodowy z wyczuwalną nutą pieprzu i ostrych przypraw piernikowych oraz słodkiego lukru.

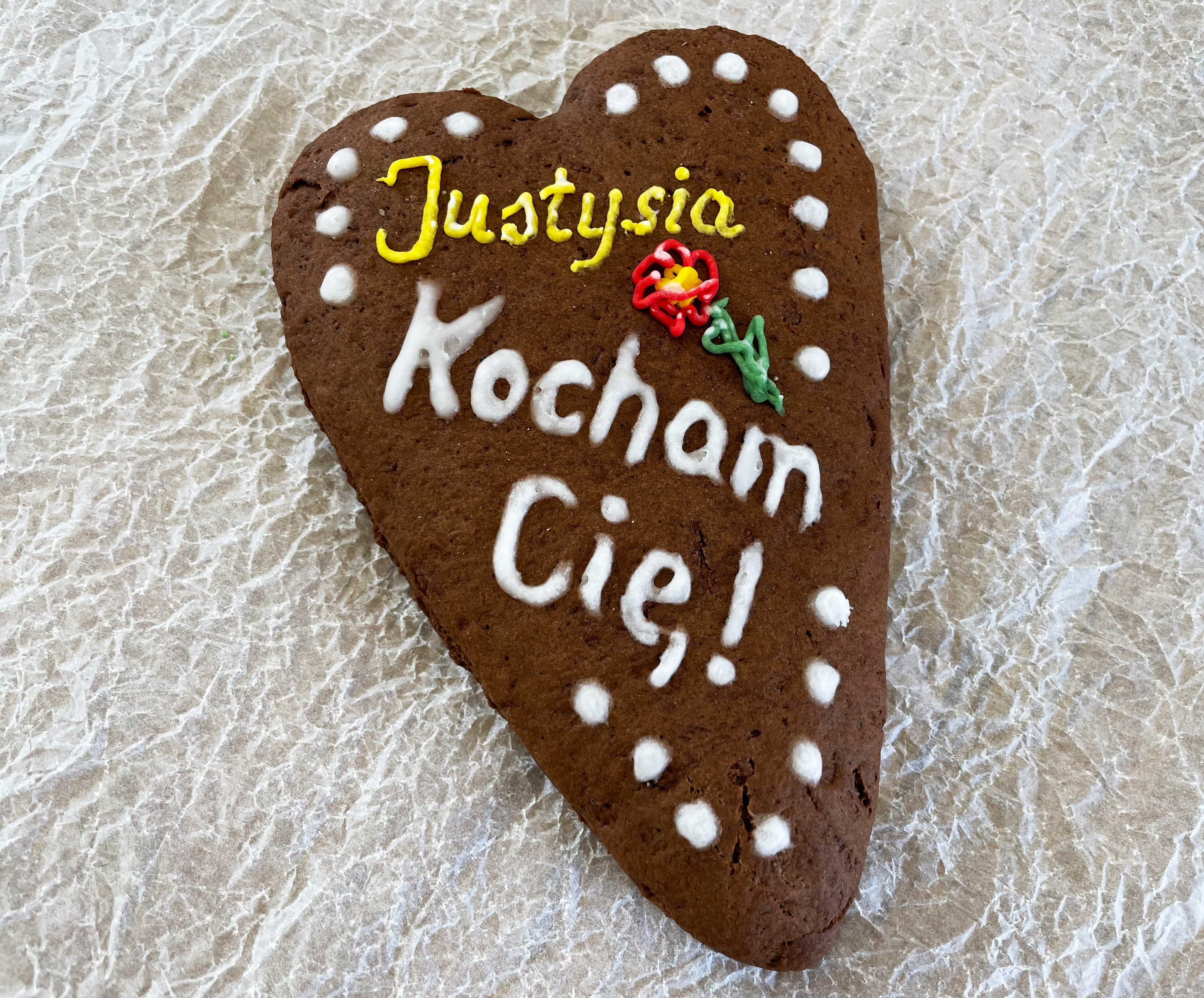
Serce kaziukowe Justysia

## Składniki
Mąka pszenna, masło (83 %), miód naturalny, jajka, cukier puder, przyprawy korzenne: cynamon, imbir, gałka muszkatołowa, goździki, ziele angielskie, majeranek, kolendra, kminek, papryka, gorczyca, pieprz, ciemne kakao oraz soda, sól i spirytus rektyfikowany (95 %).

## Historia
Serca kaziukowe mają przypominać o pełnym miłości i pokory sercu królewicza, późniejszego świętego Kazimierza Jagiellończyka, patrona młodzieży, Polski i Litwy. Królewicz Kazimierz urodził się w 1458 w Krakowie jako drugi syn króla Kazimierza IV Jagiellończyka i Elżbiety Rakuszanki (wychowawcą Kazimierza oraz pięciu synów tej pary, z których czterech zostało królami, był Jan Długosz); od 1481 namiestnik królewski w Koronie Królestwa Polskiego. Zmarł na gruźlicę 4.03.1484 w Grodnie. Kaziuki (Kaziuk) mają ponad czterechsetletnią tradycję, nawiązującą do kanonizacji królewicza Kazimierza w Wilnie (został pochowany w katedrze wileńskiej). Tradycyjnie obdarowywano się piernikowymi sercami 4 marca, w dzień św. Kazimierza. Kaziuk powrócił na Plac Katedralny w Wilnie po 1990 roku (wraz z odpustową tradycją).

### Kaziuki w regionie zachodniopomorskim
Kiermasze kaziukowe, zainicjowane przez stowarzyszenia kresowian, upowszechniły się w Polsce dopiero po przemianach ustrojowych (1989). Pierwsze w regionie zachodniopomorskim Wileńskie Kaziuki odbyły się w Świdwinie (1992) z inicjatywy działaczy Towarzystwa Miłośników Wilna i Kresów Wschodnich. To już także tradycja świdwińska – zapraszano w mediach na dziesiąte Kaziuki oraz wystawę poświęconą Tadeuszowi Gasztoldowi, założycielowi towarzystwa wileńskiego w regionie koszalińskim. Kaziuki w Koszalinie zorganizowano po raz pierwszy w parafii pod wezwaniem Świętego Kazimierza Jagiellończyka Królewicza (2000) z inicjatywy Tadeusza Gasztolda – wilnianina z urodzenia, historyka i redaktora naczelnego periodyku „Ziemia Oszmiańska”. W dodatku specjalnym do "Ziemi Oszmiańskiej" zamieszczono program obchodów w Świdwinie i Koszalinie („Kaziuki Wileńskie”). Po mszy św. odpustowej w parafii św. Kazimierza w Koszalinie rozdano wśród uczestników 400 piernikowych serc, do których – z powodu nadmiaru pieprzu – przylgnęła żartobliwa nazwa „kaziukowe serducha”. Opis przyrządzania ciasta piernikowego na serca kaziukowe podano w prasie. Przepis opublikowała także Irena Śmiałek. Serca kaziukowe w regionie zachodniopomorskim mają swoją tradycję. Ma swoje Kaziuki Wilno, ma i Świdwin. Od ćwierćwiecza, za sprawą kresowiaków, ożywa przywieziona na ziemie zachodnie tradycja. Wytwórcy trzymają się swoich receptur, przygotowując piernikowe serca na kiermasze kaziukowe i festyny. W Świdwinie i Koszalinie serca kaziukowe sprzedawano na cele dobroczynne. Serca kaziukowe / kaziukowe serducha prezentowano na wystawach. Produkt upowszechnił się wraz z konkursem "Nasze kulinarne dziedzictwo", który odegrał ogromną rolę w identyfikacji i promocji żywności regionalnej i tradycyjnej (...) często unikatowym nazewnictwem, takim jak np. (...) kaziukowe serducha (pierniki wileńskie).

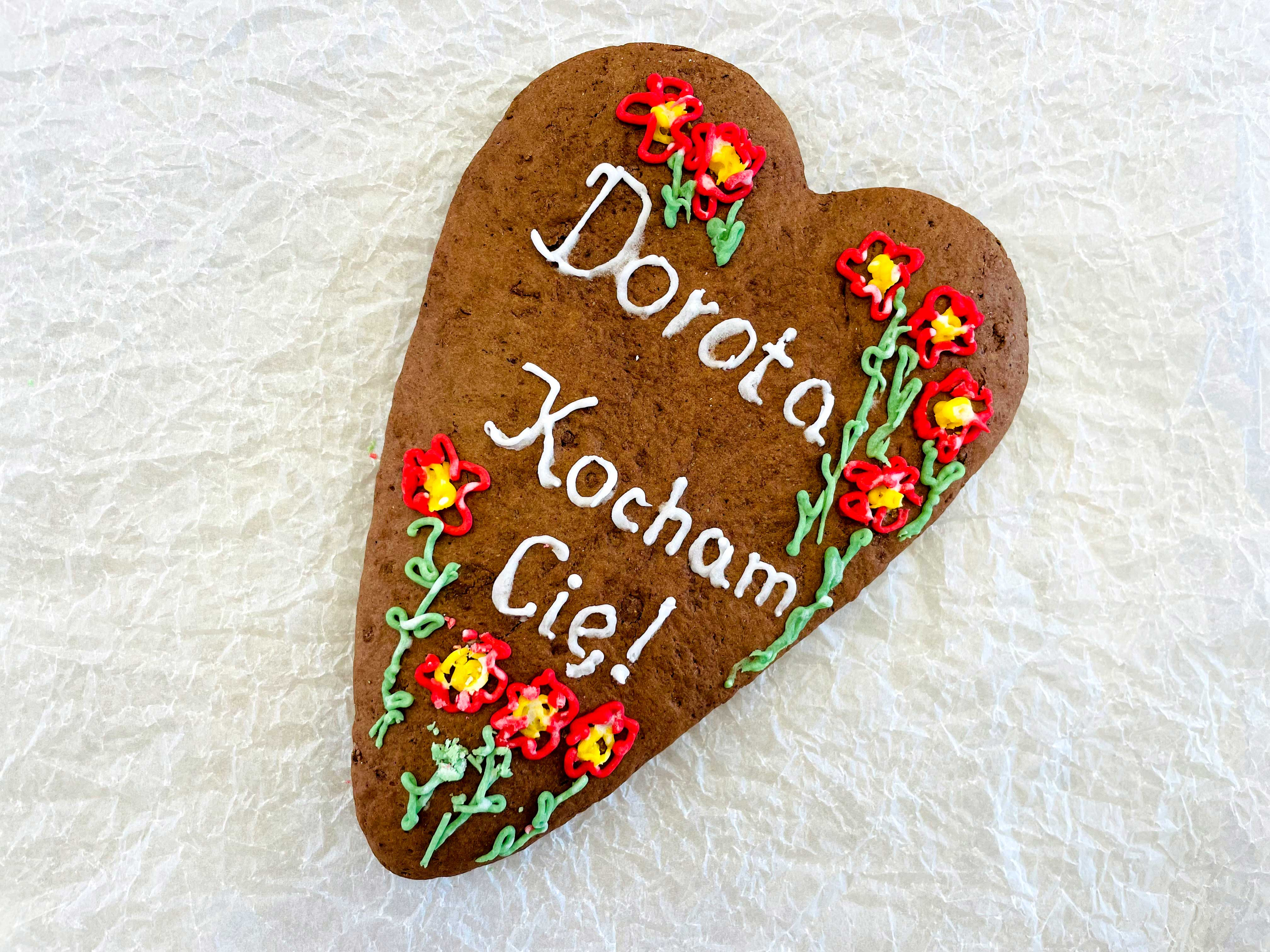
Serce kaziukowe Dorota

## Nagrody
II nagroda — dla Ireny Śmiałek z Koszalina, w konkursie „Nasze Kulinarne Dziedzictwo” (2001).
Nagroda „Perła 2010” — statuetka i Certyfikat Nagrody dla Ireny Śmiałek za kaziukowe serducha (Poznań, 13 września 2010), w ogólnopolskim konkursie Nasze Kulinarne Dziedzictwo – Smaki Regionów (na najlepszy polski regionalny produkt żywnościowy). Organizatorzy: Polska Izba Produktu Regionalnego i Lokalnego w Warszawie w partnerstwie ze Związkiem Województw RP oraz ośrodkami doradztwa rolniczego, pod patronatem honorowym Ministra Rolnictwa i Rozwoju Wsi. Nagrodę przyznała Krajowa Kapituła Konkursu (po wcześniejszej nominacji), wręczana była podczas Wielkiego Finału Konkursu w trakcie Targów Smaki Regionów w Poznaniu.
Nominacje Kapituły Krajowej do nagrody "Perła" w konkursie „Nasze Kulinarne Dziedzictwo -- Smaki Regionów” dla Ireny Śmiałek za kaziukowe serducha: 2003, 2005 (Warszawa, 14 września 2005), 2007 (Warszawa, 7 września 2007), 2010 (Szczecin, 10 lipca 2010).
I miejsce i dyplom – dla Poli Wiktorii Styrskiej z Koszalina (w kategorii szkół podstawowych), w I edycji (2014) konkursu „Poszukiwacze Smaków” Województwa Zachodniopomorskiego (organizator: Zarząd Województwa Zachodniopomorskiego).